# Franz Xaver Gärtner (Mediziner)
Franz Xaver Gärtner (* 8. Januar 1925 in Erding; † 31. Mai 2012 in München) war ein deutscher Mediziner, Professor und Generalarzt.

## Leben
Gärtner, Sohn eines Oberpostsekretärs, trat am 4. Oktober 1943 als Reserveoffizierbewerber bei der 3./Panzerjägerersatz- und Ausbildungsabteilung 7 in München in die Wehrmacht ein, nachdem er von Mai bis August 1943 den Reichsarbeitsdienst absolviert hatte. Dort war er von Oktober 1943 bis Februar 1945 Ausbilder, wurde am 1. Februar 1945 zum Fahnenjunkerunteroffizier ernannt und war von März bis Mai 1945 Sturmgeschützführer bei der 2./Panzerjägerabteilung 87 an der Oderfront. Im Mai 1945 war er in US-amerikanischer Kriegsgefangenschaft.
Gärtner leitete von Oktober 1977 bis März 1978 das Bundeswehrkrankenhaus Gießen und von April 1979 bis März 1982 als Chefarzt das Bundeswehrzentralkrankenhaus Koblenz und war danach bis zum März 1985 Kommandeur der Sanitätsakademie der Bundeswehr.
Gärtner wurde am 9. Dezember 1978 in Frankfurt am Main in den Ritterorden vom Heiligen Grab zu Jerusalem investiert.
Gärtner war verheiratet, hatte drei Kinder und lebte in München.

## Auszeichnungen
- 1978: Ritterkreuz des Ritterordens vom heiligen Grabe zu Jerusalem
- 1981: Verdienstkreuz 1. Klasse des Verdienstordens der Bundesrepublik Deutschland
- 1984: Legion of Merit